# Tondo Grande
Tondo Grande (in croato Gusti Školj) è un isolotto disabitato della Croazia, situato lungo la costa occidentale dell'Istria, a nord del canale di Leme.
Amministrativamente appartiene al comune di Fontane, nella regione istriana.

## Geografia
Tondo Grande si trova a sudovest di punta Sippera (Mićelov rt), a ovest dell'insenatura di Valcanella (uvala Vankanela) e a nordest della secca Marmi (plitvac Mramori). Nel punto più ravvicinato, dista 935 m dalla terraferma (punta Sippera).
Come suggerisce il nome, Tondo Grande è un isolotto tondeggiante, che misura 130 m di diametro, ha una superficie di 0,0127 km² e uno sviluppo costiero di 0,404 km. Al centro, raggiunge un'elevazione massima di 11 m s.l.m.

### Isole adiacenti
- Tondo Piccolo (Tovarjež), scoglio tondo posto 460 m circa a nord-nordovest di Tondo Grande.
- Scoglio Riso (Školjić), scoglio situato 930 m circa a nordest di Tondo Grande.
- Tufo (Tuf), scoglio tondo posto 630 m a nordest di Tondo Grande.
- Fighera (Figarolica), scoglio rotondo situato 890 m a est di Tondo Grande.
- Isole Salomone (otoci Salamun), coppia di isolotti 1,24 km a est-sudest di Tondo Grande.
- La Calle (Lakal), scoglio situato 560 m a sudest di Tondo Grande.

### Cartografia
- (HR) Mappa topografica della Croazia 1:25000, su preglednik.arkod.hr.